# Ikenishi Gonsui

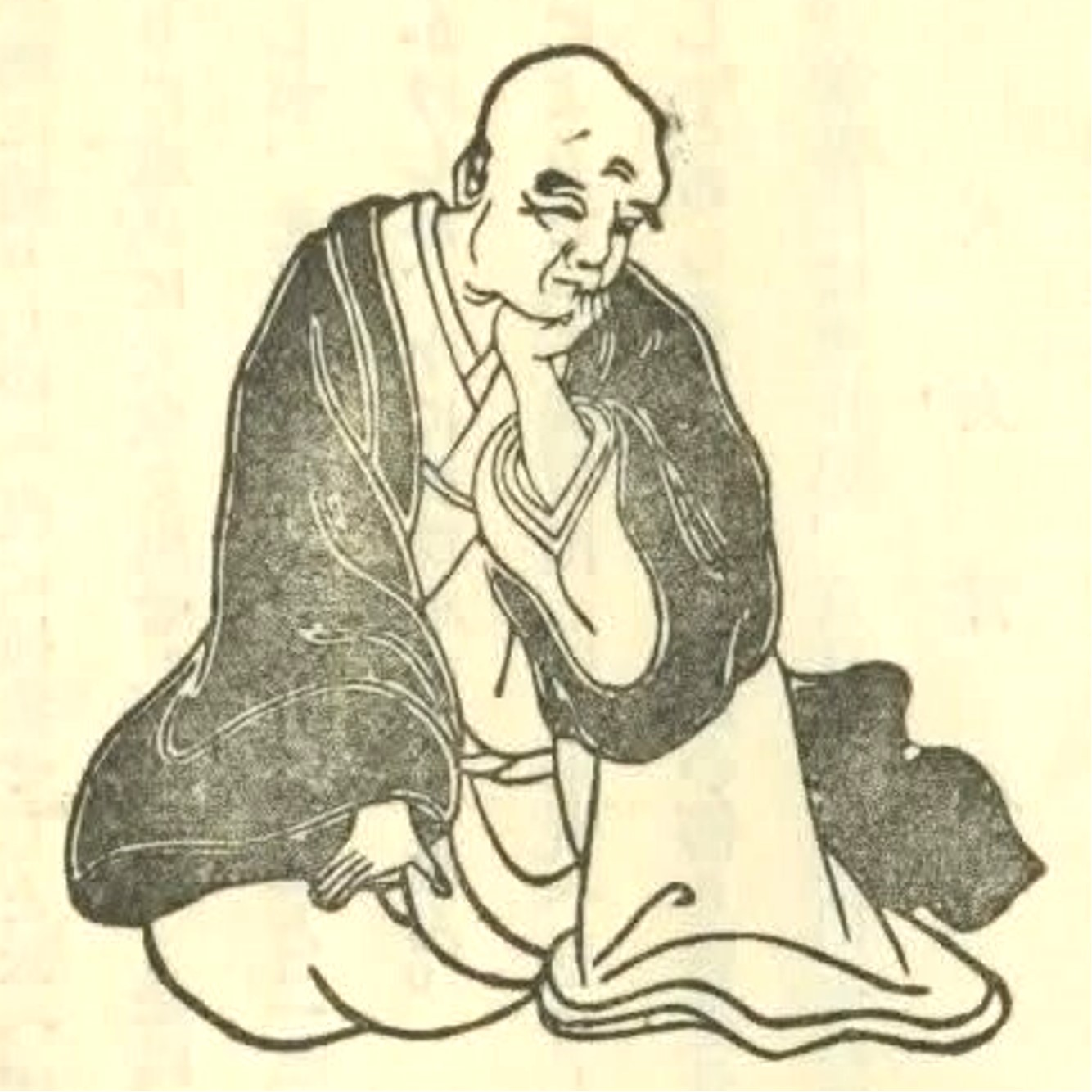
Ikenishi Gonsui

Ikenishi Gonsui (japanisch 池西 言水; geboren 1650 in Nara (Provinz Yamato); gestorben 2. November 1722 in Kyōto) war ein japanischer Haikai-Poet der frühen Edo-Zeit.

## Leben und Wirken
Ikenishi Gonsui wurde gewöhnlich Hachirobei (八郎兵衛). Sein erstes „Go“ war Sokubu (則武). Er soll ein Schüler des Haikai-Dichters Matsue Shigeyori (1602–1680) gewesen sein, sein Name erscheint jedoch nicht in Shigeyoris Anthologien. In seinen späten Zwanzigern ging Ikenishi nach Edo und wurde als Haiku-Dichter der Danrin-Richtung aktiv. Damit wurde er zu einer feste Position in der Edo-Haiku-Welt. Er war damals ein radikaler Haiku-Dichter, der einen neuen Stil verfolgte.
Nachdem Ikenishi im Frühjahr 1682, im Alter von 33 Jahren, nach Kyōto gezogen war, unternahm er von dort Pilgerreisen nach Nordjapan, Kyūshū und in andere Gegenden. Auch in Kyōto wurde er zu einem der führenden Dichter in der dortigen Haiku-Welt. „Hanamiguruma“ (花見車), ein Buch der Haiku-Kritiker, ordnet ihn in den Rang eines „Großen Meisters“ (太夫, Tayu) ein und beschreibt ihn als „Fürst mit scharfen Augen“ (目はしのきいた君也, Me wa shinokiita kimi-ya).
Ab dem 18. Jahrhundert versuchte Ikenishi sich an verschiedenen Haiku-Formen, wie dem „Vorreim-Absatz“ (前句付, Zenku tuke) oder dem „Schirm-Ansatz“ (笠付, Kasa tsuke), was populär wurde. Der Satz „Kogarashi no hate wa arikeri umi no oto“ (木枯しの – 果はありけり– 海の音) etwa „Kalter Spätherbstwind, die Frucht ist gut, ein Klang des Meeres“  wurde sehr populär. Das führte dazu, dass man ihn „Gonsui des Spätherbstwindes“ nannte.
Seine wichtigsten Gedicht-Sammlungen waren 1678 „Edo Shimmichi“ (江戸新道) – „Neue Wege in Edo“ und 1690 „Miyakoburi“ (都曲) – „Melodien aos Miyako“.